# معمار استان
معمار استان (فنلاندی: Lääninarkkitehti) یک عنوان حرفه‌ای است که در سوئد و فنلاند استفاده می‌شود.
در فنلاند، معمار استان، کارمندی دولتی تحت نظر هیئت مدیره ساختمان بود که به عنوان مدیر دفتر ساختمان استان خدمت می‌کرد. این سمت با حکمی که در سال ۱۸۴۷ صادر شد، پایه‌گذاری شد. دارندۀ این سمت، با همکاری هیئت مدیرۀ استان، در طراحی و نگهداری ساختمان‌های ایالتی واقع در استان خود مشارکت داشت.
کار طراحی و سایر وظایف محول شده به معمار استان تا سال ۱۸۶۵ از طریق فرماندار و پس از آن از طریق هیئت عمومی ساختمان‌ها انجام می‌شد. معمار استان علاوه بر طراحی ساختمان، نقشه‌های شهر، نقشه‌های پل و اندازه‌گیری‌ها را تهیه می‌کرد. طرح‌های تعمیر ساختمان‌ها و سازه‌ها می‌توانستند طرح‌های تغییرات گسترده یا کارهای تعمیر جزئی سالانه باشند. بخش زیادی از زمان کاری معمار استان صرف تهیه و نظارت بر طرح‌های تعمیر ساختمان‌های ایالتی می‌شد. در فنلاند شمالی، دفتر ساختمان استان در قرن نوزدهم یک کارمند دولت استخدام می‌کرد، در حالی که در فنلاند جنوبی، این دفتر یک معمار استان، یک سرپرست استان و اغلب دانشجویان را به عنوان دستیار استخدام می‌کرد.
در سوئد، معماران استانی، متخصصان برنامه‌ریزی شهری و ساختمانی هستند که با همکاری شهرداری‌ها، بر برنامه‌ریزی و ساخت‌وساز شهرستان خود نظارت دارند. پنج معمار اول استان در سال ۱۹۲۰ منصوب شدند، اما تا سال ۱۹۳۶ هیچ استانی چنین مقامی نداشت. معماران استانی در ابتدا تحت نظر هیئت ساختمان‌سازی سوئد (سوئدی: Byggnadsstyrelsen) و از سال ۱۹۶۷ تحت نظر آژانس برنامه‌ریزی ایالتی (سوئدی: Statens planverk) کار می‌کردند. آنها در سال ۱۹۷۱ به دولت‌های استانی منتقل شدند.